# Утилитаризам (књига)
Утилитаризам је српски превод истоимене књиге Џона Стјуарта Мила, енглеског политичког филозофа. Књига је објављена 1960. године у издању Културе из Београда, едиција Мала филозофска библиотека. Књигу је превео Др Никола М. Поповић. Књига укупно има 71 страницу. Предговор је написао Вуко Павићевић.

## Оригинално издање
Оригинално се ова књига најпре појавила као серија есеја у у Фрејзеровом магазину 1861. године. Као књига је штампана по први пут 1863. године. Доживела је велики број реиздања.

## Основна идеја
Главна идеја књиге је да са етичке стране оправда принцип највеће среће. Као и Џ. Бентам пре њега, Мил верује да се увећавање среће и смањење патње односи на целину друштва. Етички исправни поступци су они који увећавају срећу у друштву за највећи број људи и смањују људску бол за највећи број људи.